# Mouchage de nez

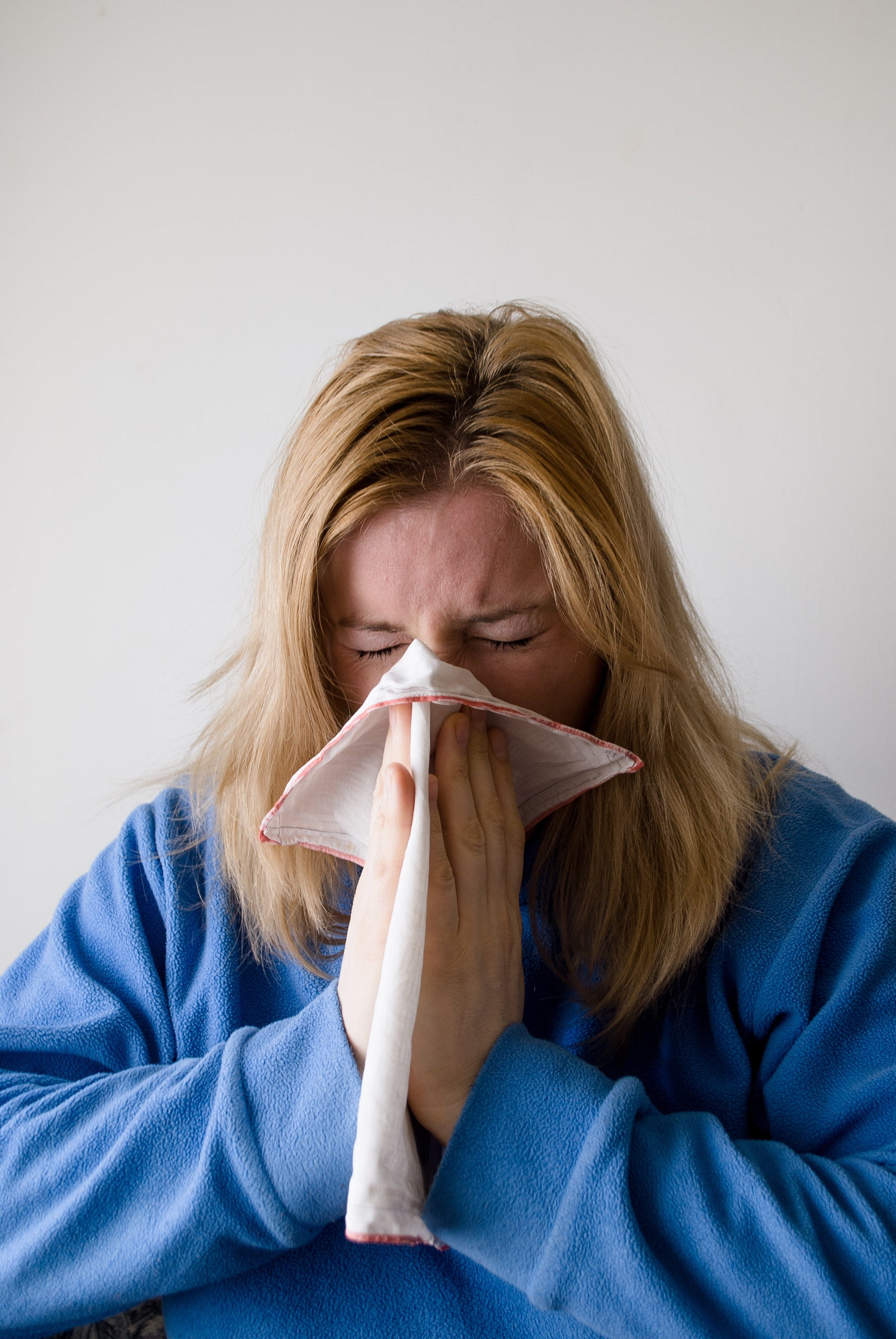
Femme se mouchant à l'aide d'un mouchoir.

Le mouchage de nez (du verbe moucher, issu du latin muccare, lui-même dérivé de muccus, « morve ») est l'évacuation par les orifices narinaires du mucus nasal au moment de l'expiration forcée, la bouche étant fermée. Cet acte physiologique fait partie des barrières naturelles du corps face aux aérocontaminants, plus particulièrement de la clairance mucociliaire, processus d'épuration par lequel les particules piégées dans le mucus sont envoyées en direction de l'hypopharynx (élimination du mucus dans le système digestif via la déglutition) ou de l'extérieur (mouchage, éternuement, expectoration sous forme de crachats et de glaires).
Lorsqu'il n'est pas possible, le mouchage est souvent remplacé par le reniflement.

## Techniques
Il est recommandé de « se moucher dans des mouchoirs en papier à usage unique et se laver les mains avec de l'eau et du savon après chaque mouchage ».

## Tableau clinique associé au mouchage

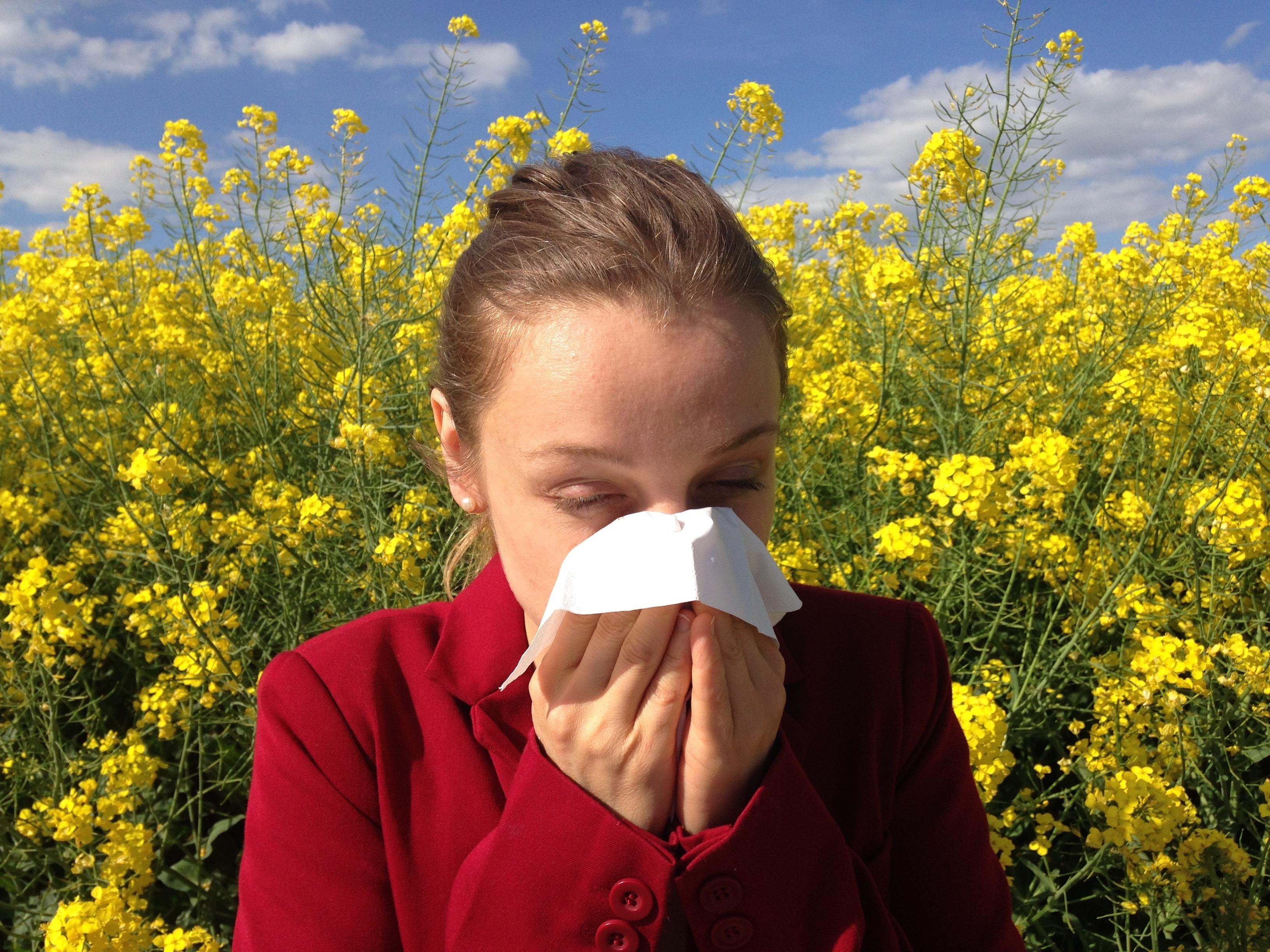
Femme se mouchant, (rhinorrhée certainement d'origine allergique)

La rhinorrhée est un écoulement nasal s'évacuant par les narines (rhinorrhée antérieure ou rhinorrhée vraie) ou par le rhinopharynx dans l'arrière-nez (rhinorrhée postérieure). Ce signe rhinologique amenant le patient à se moucher (mouchage antérieur ou postérieur) se retrouve dans des pathologies d'origine infectieuse ou allergique (sinusite, rhinopharyngite, rhinite…).